# Anthochortus capensis
Anthochortus capensis är en gräsväxtart som beskrevs av Esterh. Anthochortus capensis ingår i släktet Anthochortus och familjen Restionaceae. Inga underarter finns listade i Catalogue of Life.